# (2179) Platzeck
(2179) Platzeck es un asteroide perteneciente al cinturón de asteroides descubierto por Arnold A. Klemola el 28 de junio de 1965 desde el observatorio El Leoncito, Argentina.

## Designación y nombre
Platzeck se designó al principio como 1965 MA.
Más tarde fue nombrado en honor del astrónomo argentino Ricardo Pablo Platzeck (1912-1979).

## Características orbitales
Platzeck orbita a una distancia media del Sol de 3,011 ua, pudiendo acercarse hasta 2,721 ua y alejarse hasta 3,301 ua. Tiene una inclinación orbital de 10,46° y una excentricidad de 0,09621. Emplea 1909 días en completar una órbita alrededor del Sol.